# Relva (Cap Verd)
Relva és una vila al nord de l'illa de Fogo a l'arxipèlag de Cap Verd. Està situada vora la costa, 7 kilòmetres a l'oest de Mosteiros i 23 kilòmetres al sud-est de la capital de l'illa São Filipe.